# Vicatia nepalensis
Vicatia nepalensis är en flockblommig växtart som beskrevs av Kljuykov. Vicatia nepalensis ingår i släktet Vicatia och familjen flockblommiga växter. Inga underarter finns listade i Catalogue of Life.